# ミケランジェロ・チェルクォッツィ
ミケランジェロ・チェルクォッツィ（Michelangelo Cerquozzi、1602年2月18日 - 1660年4月6日）はイタリアの画家である。戦争画や風俗画を描いた。「Michelangelo delle Battaglie(戦闘画のミケランジェロ)」や「Michelangelo delle Bambocciate (バンボッチャンティのミケランジェロ)」の異名で呼ばれた。

## 略歴
ローマで裕福な革商人の息子に生まれた。12歳からマニエリスムの画家、ジュゼッペ・チェーザリに学んだ後、戦争画で人気のあったフランドル出身の画家、Jacob de Hase(別名:Giacomo Fiammingo)に学んだ。戦争画や静物画を描き始め、20歳になる前にスペイン大使がチェルクォッツィの作品を買い上げた。
1625年頃、オランダからローマに移ってきて、人気を得た「バンボッチオ」の仇名で呼ばれた風俗画家、ピーテル・ファン・ラールのスタイルに熱心に取り組んだ。ファン・ラールの影響を受けた画家たちは、「バンボッチャンティ」（Bamboccianti）と呼ばれた。1630年頃になるとチェルクォッツィは画家として人気を得、多くのパトロンも得た。1634年にアカデミア・ディ・サン・ルカの会員になった。裕福な画家となった後は、ブルゴーニュの出身の画家ジャック・クルトワらを支援した。
弟子には Francesco Corti や Bonaventura Giovanelliらがいる。

## 作品

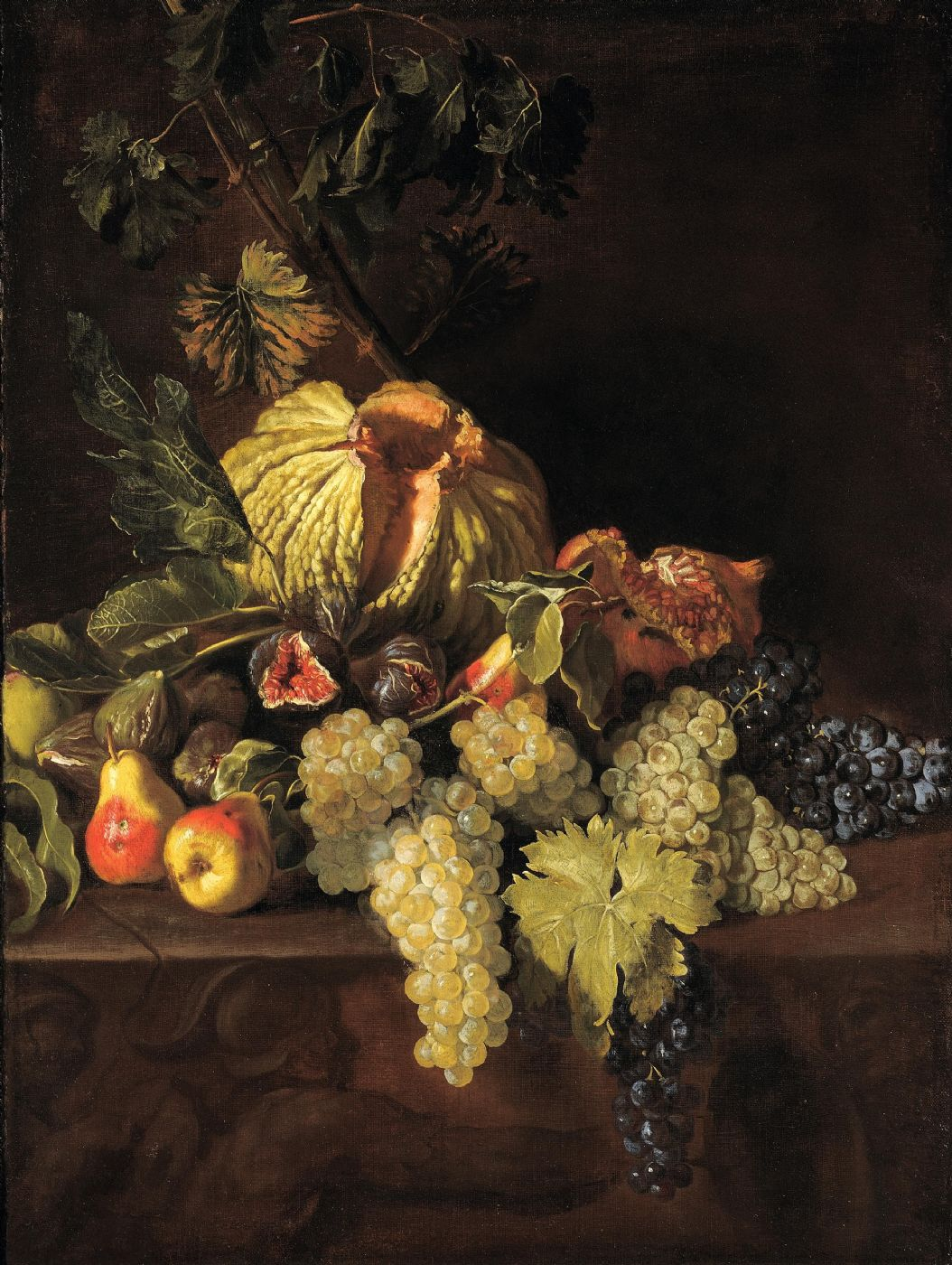
かぼちゃのある静物画
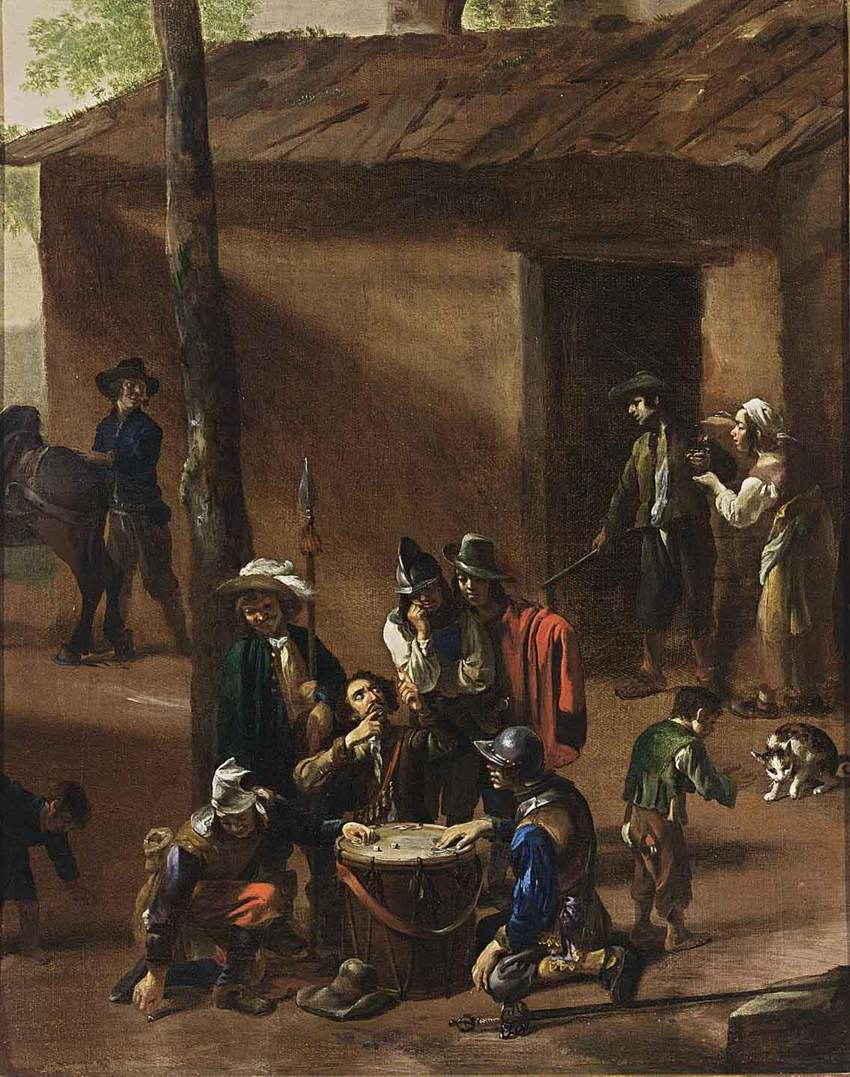
ダイスで遊ぶ兵士たち (1630s)
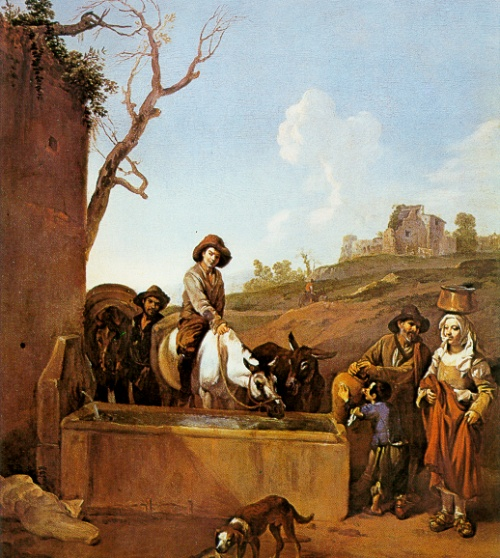
かいば桶のそばで
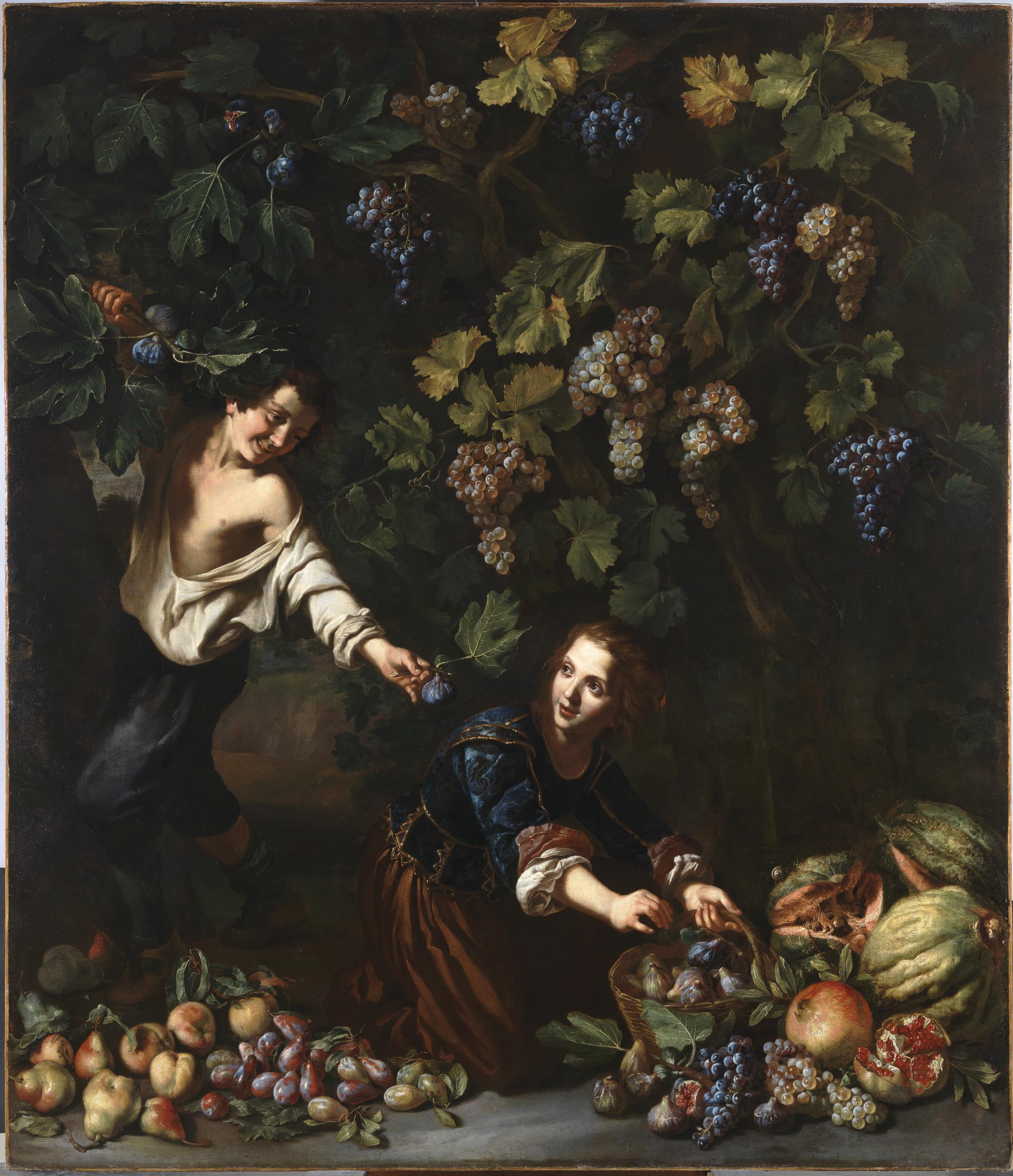
果物を摘む若者